# Klärschlammverordnung
Mit der deutschen Klärschlammverordnung wird die Verwertung von  Klärschlamm geregelt. Es soll der Eintrag von anorganischen und organischen Schadstoffen auf ein umwelttoxikologisch unbedenkliches Maß beschränkt werden. Dies geschieht durch das Festlegen von Einsatzgrenzen und Grenzwerten, bei deren Überschreitung Klärschlämme nicht mehr landbaulich verwendet werden dürfen. Die Verordnung setzt auch regelmäßige Boden- und Klärschlammuntersuchungen in dafür zugelassenen und überwachten Labors fest.
Gesetzliche Regelungen gehen auf die EU-Richtlinie des Rates vom 12. Juni 1986 über den Schutz der Umwelt und insbesondere der Böden bei der Verwendung von Klärschlamm in der Landwirtschaft zurück.
Die Klärschlammverordnung regelt u. a.:
- die Voraussetzungen für das Aufbringen auf landwirtschaftlich oder gärtnerisch genutzte Böden,
- die Aufbringungsverbote und Beschränkungen,
- die Aufbringmenge und
- die Nachweispflichten.

Der landwirtschaftlich ordnungsgemäße Einsatz von Klärschlamm wird ergänzend durch das Düngemittelrecht (Düngegesetz, Düngemittelverordnung und Düngeverordnung) geregelt. Anwendungsverordnungen der Bundesländer präzisieren die Vorschriften.

## Entwicklung
Die erste Klärschlammverordnung vom 15. April 1992 bestand aus zehn Paragraphen, der Ein- und Schlussformel sowie zwei Anhängen. Sie richtete sich an Betreiber von Abwasserbehandlungsanlagen und an diejenigen, welche Klärschlämme auf Böden aufbringen oder aufbringen wollen. In § 2 definierte sie die Begriffe Abwasserbehandlungsanlagen, Klärschlamm, Rohschlamm, Klärschlammkomposte und Feldfutter. Neuere Fassungen hielten die Systematik bei, erweiterten jedoch die Begriffe und ihren Anwendungsbereich.
Nach über zehn Jahren Verhandlung wurde sie zum 3. Oktober 2017 grundlegend novelliert.  Die Klärschlammverordnung hat nun 39 Paragraphen, richtet sich jetzt auch z. B. an Komposthersteller oder Beförderer von Klärschlamm und betrifft nun auch das Einbringen von Klärschlamm in Böden. Die Bereiche Schwermetallgehalte, organische Schadstoffe sowie Seuchen- und Phytohygiene bedurften einer neuen Regelung. Die Novelle zielt auf Bodenschutz und eine Umsetzung des abfallrechtlichen Gedankens der Kreislaufwirtschaft zur Ressourcenschonung:
- Bodenschutz: Zur Verhinderung einer längerfristig wesentlichen Schadstoffanreicherung in den Böden führte sie einen Grenzwert für polyzyklische aromatische Kohlenwasserstoffe (PAK), weitere Grenzwerte für polyzyklische Moschusverbindungen und Organozinnverbindungen ein und macht Vorgaben für die Hygienisierung.[5]
- Kreislaufwirtschaft: Den weltweit zunehmend raren Rohstoff Phosphor betreffend fordert sie, dass „eine Rückgewinnung von Phosphor und eine Rückführung des gewonnenen Phosphors oder der phosphorhaltigen Klärschlammverbrennungsasche in den Wirtschaftskreislauf anzustreben“ ist.[6] Klärschlamm enthält erhebliche Mengen an Phosphat.[7] Laut einer Studie des Umweltbundesamtes errechnet sich für Deutschland eine Phosphatfracht im kommunalen Abwasser von rund 55.000 Tonnen Phosphor jährlich, die durch verschiedene Verfahren zurückgewonnen werden kann.[8] 85 % des nach Deutschland importierten Phosphats verwendet die Landwirtschaft. Einen Teil könnte Klärschlamm ersetzen. Im Wirtschaftsjahr 2003/2004 lag der Düngemittelabsatz laut Erhebungen des Statistischen Bundesamtes bei 280.000 Tonnen Phosphat (112.000 Tonnen Phosphor).[9]